# Верх-Комишенська сільська рада (Зоринський район)
Верх-Коми́шенська сільська рада (рос. Верх-Камышенский сельский совет) — сільське поселення у складі Зоринського району Алтайського краю Росії.
Адміністративний центр — село Верх-Комишенка.

## Населення
Населення — 693 особи (2019; 763 в 2010, 766 у 2002).

## Склад
До складу сільської ради входять:
| Населений пункт      | Населення, осіб (2002) | Населення, осіб (2010) |
| -------------------- | ---------------------- | ---------------------- |
| Верх-Комишенка, село | 721                    | 715                    |
| Омутна, селище       | 45                     | 48                     |